# Domínio de Tanagura
O Domínio de Tanagura (棚倉藩, Tanagura-han) foi um domínio japonês do Período Edo, localizado na Província de Mutsu. O domínio era governado a partir do Castelo Tanagura, localizado na atual cidade de Tanagura, na província de Fukushima. 

## História
Durante o período Sengoku, Tanagura era um posto avançado do clã Satake, que construiu o Castelo Akadake, no topo da montanha, perto do que mais tarde se tornaria o Castelo Tanagura. Depois que os Satake foram derrotados e transferidos para a província de Dewa por Tokugawa Ieyasu, a área foi concedida a Tachibana Muneshige.  Após o cerco de Osaka, o domínio foi concedido a Niwa Nagashige, a quem foi ordenado construir um castelo completamente novo para o Shōgun Hidetada. Os Niwa foram seguidos pelo clã Naitō, que continuou a desenvolver o castelo e sua cidade-castelo circundante;  entretanto, sob o xogunato Tokugawa, o domínio sofreu mudanças frequentes de daimiô.
Durante o Bakumatsu (período de abertura comercial), Matsudaira Yasuhide foi transferido para o Domínio de Kawagoe, e Abe Masakiyo foi transferido do vizinho Domínio de Shirakawa. Durante a Guerra Boshin, o domínio fazia parte do Ōuetsu Reppan Dōmei, pró-Tokugawa, mas perdeu para as forças imperiais em 1868 depois de apenas um dia de luta. Em julho de 1871, com a abolição do sistema han, o Domínio de Tanagura rapidamente se tornou a Província de Tanagura e foi fundido com a recém-criada Província de Fukushima. Sob o novo governo Meiji, Abe Masakoto, o último daimiô de Tanagura recebeu o título de shishaku (visconde) do Kazoku.

## Lista deDaimiôs
O Daimiô era o chefe hereditário do Domínio e ao mesmo tempo era o líder do clã.
| #                                  | Nome      | Período   | Título na Corte       | Cargo na Corte        | Kokudaka                  | Notas                                     |
| ---------------------------------- | --------- | --------- | --------------------- | --------------------- | ------------------------- | ----------------------------------------- |
| Clã Tachibana (tozama) 1603–1620   |           |           |                       |                       |                           |                                           |
| 1                                  | Muneshige | 1603–1620 | Sakon-no-jo ; Jijū    | jushiige (4º escalão) | 10,000→25,500→35,000 koku | transferido para o Domínio de Yanagawa    |
| Clã Niwa (tozama) 1622–1627        |           |           |                       |                       |                           |                                           |
| 1                                  | Nagashige | 1622–1627 | Kaga-no-kami; Jijū    | jusanmi (3º escalão)  | 50,000 koku               | transferido para o Domínio de Shirakawa   |
| Clã Naitō (fudai) 1627–1705        |           |           |                       |                       |                           |                                           |
| 1                                  | Nobuteru  | 1627–1665 | Buzen-no-kami         | jūgoige (5º escalão)  | 70,000 koku               |                                           |
| 2                                  | Nobuyoshi | 1665–1674 | Buzen-no-kami         | jūgoige (5º escalão)  | 70,000 koku               |                                           |
| 3                                  | Kazunobu  | 1673–1705 | Buzen-no-kami         | jushiige (4º escalão) | 70,000 koku               | transferido para o Domínio de Tanaka      |
| Clã Ōta (fudai) 1705–1728          |           |           |                       |                       |                           |                                           |
| 1                                  | Sukeharu  | 1705–1728 | Bitchu-no-kami        | jushiige (4º escalão) | 50,000 koku               | transferido para o Domínio de Tatebayashi |
| Clã Matsudaira (shinpan) 1728–1746 |           |           |                       |                       |                           |                                           |
| 1                                  | Takechika | 1728–1746 | Ukon-no-jo; Jijū      | jushiige (4º escalão) | 65,000 koku               |                                           |
| Clã Ogasawara (fudai) 1746–1817    |           |           |                       |                       |                           |                                           |
| 1                                  | Nagayuki  | 1746–1776 | Sado-no-kami          | jūgoige (5º escalão)  | 65,000 koku               |                                           |
| 2                                  | Nagataka  | 1776–1812 | Sado-no-kami          | jūgoige (5º escalão)  | 65,000 koku               |                                           |
| 3                                  | Nagamasa  | 1812–1817 | Sado-no-kami          | jūgoige (5º escalão)  | 65,000 koku               | transferido para o Domínio de Karasu      |
| Clã Inoue (fudai) 1817–1836        |           |           |                       |                       |                           |                                           |
| 1                                  | Masamoto  | 1817–1820 | Kawachi-no-kami       | jūgoige (5º escalão)  | 60,000 koku               |                                           |
| 2                                  | Masaharu  | 1820–1836 | Kawachi-no-kami; Jijū | jushiige (4º escalão) | 60,000 koku               | transferido para o Domínio de Tatebayashi |
| Clã Matsudaira (fudai) 1836–1866   |           |           |                       |                       |                           |                                           |
| 1                                  | Yasutaka  | 1836–1854 | Sakon-no-jo           | jūgoige (5º escalão)  | 60,000 koku               |                                           |
| 2                                  | Yasukado  | 1854–1862 | Suwo-no-kami          | jūgoige (5º escalão)  | 60,000 koku               |                                           |
| 3                                  | Yasuhiro  | 1862–1864 | Suwo-no-kami          | jūgoige (5º escalão)  | 60,000 koku               |                                           |
| 4                                  | Yasuhide  | 1864–1866 | Suwo-no-kami          | jūgoige (5º escalão)  | 60,000 koku               | transferido para o Domínio de Kawagoe     |
| Clã Abe (fudai) 1868–1871          |           |           |                       |                       |                           |                                           |
| 1                                  | Masakiyo  | 1866–1868 | Mimasaka-no-kami      | jūgoige (5º escalão)  | 100,000 koku              |                                           |
| 2                                  | Masakoto  | 1868–1871 |                       |                       | 100,000 koku              |                                           |